# Favaios
Favaios es una freguesia portuguesa del concelho de Alijó, con 20,57 km² de área y 1 312 habitantes (2001). Densidad de población: 63,8 hab/km².